# Shenzhou 2
Shenzhou 2 (chinesisch 神舟二号) startete am 9. Januar 2001 um 01:00 Uhr UTC und war der zweite Start eines chinesischen unbemannten Shenzhou-Raumschiffes. Das Wiedereintrittsmodul trennte sich vom Rest des Raumschiffs nach über sieben Tagen in der Umlaufbahn. Das Orbitalmodul blieb weitere 220 Tage in der Umlaufbahn.

## Bahnmanöver
Mit Shenzhou 2 wurde das Raumschiff weit ausgiebiger getestet als mit dessen Vorgänger Shenzhou 1. Nach dem Start in eine elliptische Umlaufbahn in 196,5 bis 333,8 km Höhe wurde die Umlaufbahn nach 20,5 Stunden bzw. 13,5 Erdumrundungen auf eine kreisförmige Bahn mit einer Höhe zwischen 327,7 und 332,7 km korrigiert. Dies hatte Sicherheitsgründe. Bei einer kreisförmigen Bahn hat ein Raumfahrer deutlicher mehr Gelegenheiten als bei einer Ellipse, um in einem Notfall die automatische Sequenz für eine vorzeitige Rückkehr zur Erde auszulösen. Die Ingenieure hatten neben dem regulären Landeplatz in der Inneren Mongolei eine ganze Reihe von Landmöglichkeiten in anderen Ländern rund um die Erde in die Steuersysteme des Raumschiffs programmiert. Am 12. Januar (327,7 bis 332,7 km) und am 15. Januar (328,7 bis 345,4 km) wurde die Umlaufbahn nochmals geändert. Bei den bemannten Missionen fand der Wechsel von der elliptischen zur kreisförmigen Bahn dann bereits bei der fünften Erdumrundung statt.

## Test der Lebenserhaltungssysteme
Ein sehr wichtiger Aspekt der Shenzhou-2-Mission war der Test der Lebenserhaltungssysteme des Raumschiffs. Man hatte kurz daran gedacht, hierfür yunnaneser Makaken zu verwenden, eine Affenart, die sich relativ gut dressieren lässt. Da aber der Stoffwechsel eines Makaken nur 1/6 von dem eines Menschen beträgt, hätte man in der Rückkehrkapsel 18 Affen unterbringen müssen, um den Sauerstoffverbrauch einer dreiköpfigen Besatzung zu simulieren und die Geräte zu testen, die den Sauerstoffgehalt der Kabinenluft innerhalb der vorgegebenen Parameter hielten – bei nur einem oder zwei Affen hätte die automatische Sauerstoffversorgung gar nicht erst ausgelöst. Da außerdem der Bau eines Unterbringungs- und Ausbildungskomplexes für die Affen etwa 30 Millionen Yuan gekostet hätte 
und der Tod eines Tieres, wenn es zum Beispiel unter dem Eindruck der Schwerelosigkeit die Nahrungsaufnahme verweigert hätte, für die menschlichen Raumfahrer zukünftiger Missionen eine psychische Belastung bedeutet hätte, sah man von der Verwendung höherer Lebewesen ab. Stattdessen wurde in der Rückkehrkapsel ein Gerät installiert, das sieben Tage lang – die Missionsdauer, für die die Shenzhou-Raumschiffe ausgelegt sind – den Sauerstoffverbrauch und die CO2-Produktion dreier Menschen simulierte.

## Wissenschaftliche Experimente
Neben dem Atmungssimulator waren noch 64 verschiedene wissenschaftliche Experimente an Bord. 15 im Wiedereintrittsmodul, 12 im Orbitalmodul und 37 auf einer externen Instrumententrägerplattform. Dies waren unter anderem Tierversuche mit sechs Mäusen und mit Wasser- und Landkleinstlebewesen, Weltraumstrahlungs- und Teilchen-Messgeräten und einem Gammablitz-Messgerät. Zur Erforschung des Kristallwachstums in annähernder Schwerelosigkeit hatte das Forschungsinstitut für weltraumbezogene technische Physik Lanzhou der  Chinesischen Akademie für Weltraumtechnologie einen Schmelzofen konstruiert, bei dem sechs mitgeführte und einzeln bearbeitbare Materialproben auf eine präzise einstellbare Temperatur von bis zu 950 °C erhitzt werden konnten, wobei sich die Außenschale des Geräts auf nicht mehr als 40 °C erwärmte.
Um die Kommunikation späterer Raumfahrer mit der Erde zu testen, wurden aufgezeichnete Nachrichten per Funk vom Raumschiff aus gesendet.

## Landung
Das Signal für die Bremsraketen wurde am 16. Januar um 10:15 Uhr UTC gesendet, als das Raumschiff über dem südlichen Atlantik vor der Küste Südafrikas war. Es landete nach 117 Erdumrundungen nach 7 Tagen 10 Stunden und 22 Minuten um 11:22 Uhr UTC in der Inneren Mongolei. Da keine Fotos von der Landekapsel veröffentlicht wurden, wurde spekuliert, dass die Landung kein voller Erfolg war, was von den chinesischen Behörden zunächst dementiert wurde.
Ende Oktober 2003, nach Yang Liweis erfolgreichem Erstflug, bestätigte jedoch General Li Jinai (李继耐, * 1942), seit 2002 Kommandant des bemannten Raumfahrtprogramms, in der von der amtlichen Nachrichtenagentur Xinhua herausgegebenen Zeitschrift „Spähposten“ (瞭望, Pinyin Liàowàng), dass bei Rückkehr und Landung nicht alle erhofften Ziele erreicht wurden.
Eines der Seile des Hauptfallschirms war abgerissen, was dazu führte, dass die Kapsel nicht wie vorgesehen auf dem Landeplatz des Dörbed-Banners niederging, sondern mehrere dutzend Kilometer weiter östlich auf dem Gebiet des Vereinigten Darhan-Muumingghan-Banners.
Wie Generalmajor Yang Liwei am 16. Mai 2017 erläuterte, schlug die Kapsel so hart auf, dass ein Raumfahrer die Landung nicht überlebt hätte.
Das Orbitalmodul blieb noch im Orbit, bis die Raketen zum Wiedereintritt am 24. August 2001 gezündet wurden.